# GEISHA GIRLS
GEISHA GIRLS（ゲイシャガールズ・芸者ガールズ）は日本のラップ音楽ユニット。1994年結成、1996年以降活動中止。ダウンタウンの二人が振袖に廻しという「芸者」めいた姿で歌う、というコミックバンドじみたコンセプトとは裏腹に、坂本龍一とテイ・トウワ、富家哲を始めアート・リンゼイ、小室哲哉など豪華なアーティストが参加していることで知られる。

## メンバー
- Geisha Girls
  - Ken - ボーカル・ラップ
  - Sho - ボーカル・ラップ
- Geisha Girls Band
  - Geisha Girls (Ken / Sho)
  - Koume - キーボード
  - Shungiku - DJ
  - Katsuno - ドラムス

## スタッフ
- プロデューサー - Ryuichi Sakamoto ・Towa Tei・Toshihiko Mori
- ラップスーパーバイザー Mitsuyoshi Takasu

## 参加ミュージシャン
ANI、小林克也、小日向歩、森俊彦、MC YUKI、石野桜子、MCハイジ、ヴィニシウス・カントゥアリア、アート・リンゼイ、小室哲哉、ボアダムス、倉本美津留、佐橋佳幸、ヤン富田、バカボン鈴木、松田幸一、青柳拓次、八木のぶお

## 来歴
1993年12月12日放送の『ダウンタウンのガキの使いやあらへんで!!』のトークに坂本龍一が観覧客として来ていたことに対し、1994年1月2日放送の同番組のトークで松本人志が「いっちょやな、世界の坂本に曲書いてもらって全米デビューするんですよ」と唐突に語り、ユニット名「GEISHA GIRLS」もその場のボケで急遽決まる。「世界の坂本がそんなオファー受けるはずがない」と思いつつスタッフが坂本に連絡すると、「ダウンタウンの二人がニューヨークまで来てくれるなら」との連絡が入り、同年、二人は渡米。着いたその日にそのままレコーディング、翌日ライブという強行スケジュールで全米デビューを果たした。この模様は1994年4月放送のガキの使いスペシャルで放送された。後日その返礼として今度は坂本が来日し、「ダウンタウンと漫才がしたい」というかねてからの夢を叶えた。以後も坂本は『ダウンタウンのごっつええ感じ』などにもゲスト出演し、コントを演じている。1994年10月に始まった『HEY!HEY!HEY! MUSIC CHAMP』では第1回ゲストとして坂本龍一、テイ・トウワと共に出演。「Kick & Loud」が、HEY!HEY!HEY!の初代オープニングのBGMとして使用された。Kenによると影響を受けたアーティストはライオネル・リッチーで、ライバルはヨゴレのH Jungle。Sho曰く「俺らの格好見てみい。俺らもヨゴレや!」。

## 作品

### シングル
- Grandma Is Still Alive（1994/7/21・FLDG-1001）
- 少年（1995/5/19・FLDG-1004）

### リミックス・アルバム
- Geisha "Remix" Girls（1994/8/19・FLCG-3003）
  1. Kick & Loud (T.Mori's Loud Mix)
  2. Grandma Is Still Alive
  3. Kick & Loud
  4. Grandma Is Still Alive (T.Mori's Flying Phat Mix)
  5. Kick & Loud (Instrumental)
- THE GEISHA "Remix" GIRLS SHOW - 続・炎のおっさん（1995/6/21・FLCG-3012）

### オリジナル・アルバム
- THE GEISHA GIRLS SHOW - 炎の おっさんアワー（1995/5/19・FLCG-3011）

## 主なテレビ出演
- ダウンタウンのガキの使いやあらへんで!! - 「Grandma is still alive」「Kick & Loud」
- HEY!HEY!HEY! MUSIC CHAMP - 「Kick & Loud」「Blow Your Mind - 森オッサン チョイチョイ キリキリまい」「少年」
- NHK紅白歌合戦 - Kenのみ。H Jungle with t 出演時のゲストとして出演